# Tomasz Zaliwski
Tomasz Zbigniew Zaliwski (ur. 15 grudnia 1929 w Rudzieńcu, zm. 13 lipca 2006 w Warszawie) – polski aktor teatralny, filmowy, radiowy i dubbingowy.

## Życiorys
Był synem Anny i Edmunda Zaliwskich. Miał dwoje rodzeństwa: siostrę Marię i brata Piotra. Gdy miał sześć lat, zostali sierotami, wychowywała ich ciotka. Przerwał studia na Uniwersytecie Poznańskim (wydział matematyczny) i przeniósł się na studia aktorskie w Państwowej Wyższej Szkole Teatralnej w Warszawie, które ukończył w 1955 roku. Swój debiut teatralny miał 16 kwietnia 1956 roku. Całe jego zawodowe życie (do momentu przejścia na emeryturę w 1996 roku) związane było z warszawskim Teatrem Ludowym (od 1975 Teatrem Nowym).

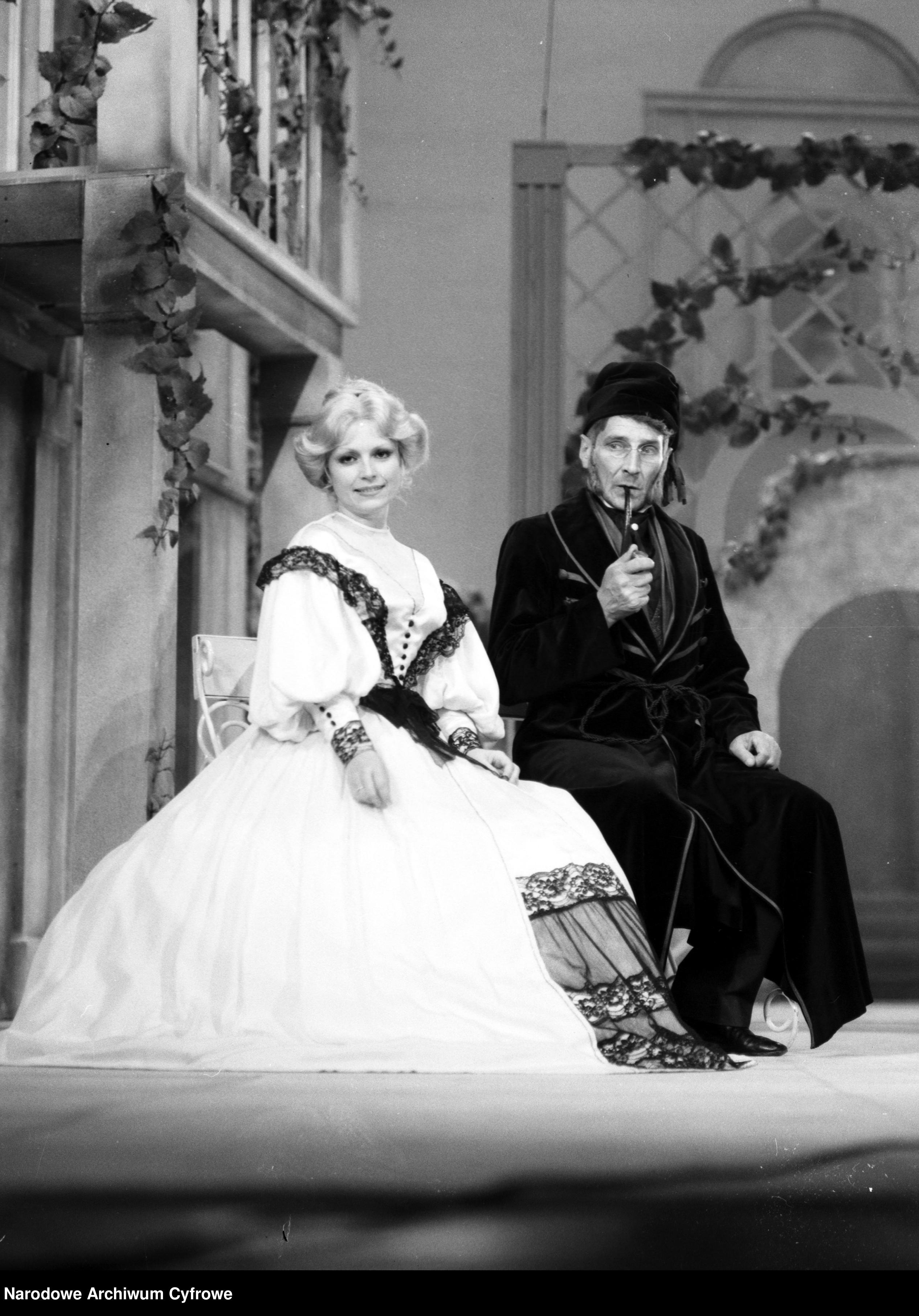
Ewa Wiśniewska (Marianna) i Tomasz Zaliwski (Klaudio) w sztuce Teatru Nowego "Kaprysy Marianny". Warszawa, 1980

Był laureatem Nagrody aktorskiej za rolę męską w kategorii słuchowisk Teatru Polskiego Radia za rolę Boryny w słuchowisku Chłopi na BIS (Polskie Radio Bis) na festiwalu „Dwa Teatry – Sopot 2001”.

## Życie prywatne

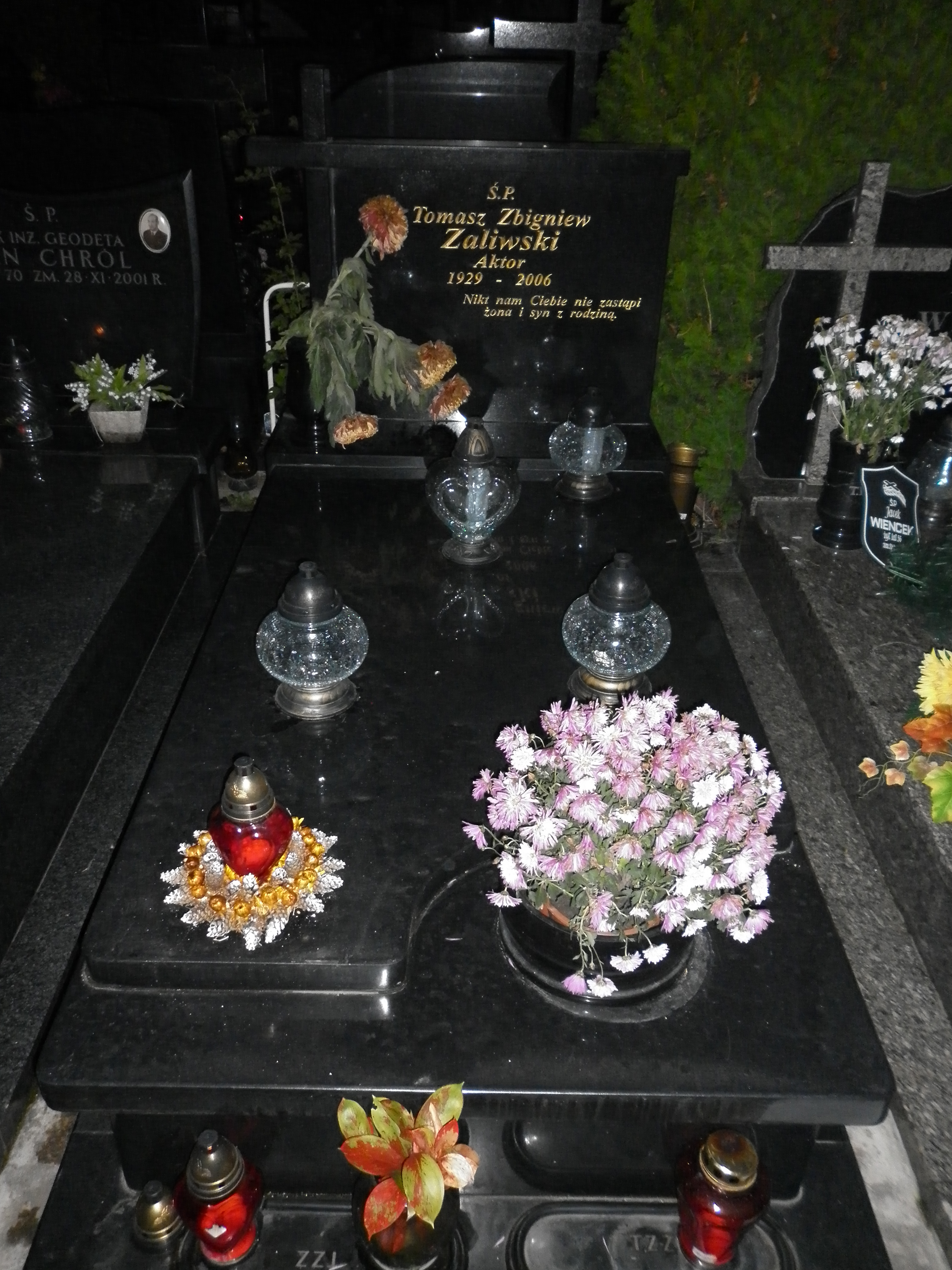
Grób aktora na cmentarzu w Pyrach.

Był mężem aktorki Teresy Lipowskiej, z którą miał syna Marcina. Ślubu w 1963 udzielił im ks. Jan Twardowski. Zmarł wskutek choroby nowotworowej. Pochowany został w Warszawie na cmentarzu w Pyrach.

## Kariera zawodowa
- Teatr Ludowy Warszawa 1955–1961 aktor
- Praski Teatr Ludowy Warszawa 1961–1966 aktor
- Teatr Ludowy Warszawa 1966–1974 aktor
- Teatr Nowy w Warszawie 1974–1996 aktor

### Filmografia
- 1953: Trzy opowieści – Jędrek
- 1955: Zaczarowany rower – kolarz rumuński
- 1957: Eroica – adiutant węgierskiego generała
- 1958: Dwoje z wielkiej rzeki – Marian
- 1958: Zamach – Olek
- 1960: Ostrożnie Yeti – pan młody
- 1961: Dwaj panowie N – Staszek, wywiadowca WSW
- 1961: Samson – więzień
- 1963: Ostatni kurs – bandyta, z którym walczy Kowalski
- 1964: Pierwszy dzień wolności – oficer w oflagu
- 1964: Rękopis znaleziony w Saragossie – Mona, brat Zota
- 1965: Podziemny front – radiotelegrafista w sztabie warszawskiej AL (odcinek 6)
- 1965: Popioły – kompan księcia Józefa Poniatowskiego
- 1965: Zawsze w niedziele – tyczkarz Jan Grochowiak
- 1967: Stawka większa niż życie – major, oficer 2 Armii WP (odcinek 17)
- 1968: Lalka – arystokrata
- 1969–1970: Czterej pancerni i pies – kapral podchorąży Daniel Łażewski „Magneto”, dowódca plutonu zwiadu motocyklowego (odcinki 16-18)
- 1969: Jak rozpętałem drugą wojnę światową – oficer jugosłowiański
- 1969: Sąsiedzi – Malina
- 1969: Zbrodniarz, który ukradł zbrodnię – kapitan MO Studniarz
- 1969: Znaki na drodze – kierowca Michalak
- 1969: Znicz olimpijski – Wacek, niemiecki szpicel wśród narciarzy
- 1970: Przygody psa Cywila – milicjant-motocyklista (odc. 5)
- 1971: Niebieskie jak Morze Czarne – komendant obozu
- 1971: Przez dziewięć mostów – sąsiad
- 1971: Trochę nadziei – pensjonariusz sanatorium
- 1972: Dama pikowa – gracz w klubie oficerskim
- 1972: Odejścia, powroty – członek oddziału rosyjskiego (odc. 2)
- 1972: Opętanie – pilot Stefan
- 1972: Poślizg – kierowca autobusu
- 1972: Teraz i w każdą godzinę – dyspozytor Andrzej
- 1973: Bułeczka – Szulc, ojciec Karola, sąsiad Marczaków
- 1973: Droga – zaziębiony kierowca MPK (odcinek 2)
- 1975: Dyrektorzy – mężczyzna śledzący Wanada (odc. 3)
- 1975: Opadły liście z drzew – przewodnik partyzantów
- 1975: Partita na instrument drewniany – kowal
- 1975: Trzecia granica – Brzega (odcinek 4)
- 1976: Daleko od szosy – kierownik Leszka (odcinek 2)
- 1976: Dźwig – robotnik Frączak
- 1976–1977: Polskie drogi – Grzędziela, kolejarz i konspirator komunistyczny (odcinek 3, 6 i 7)
- 1976: Szaleństwo Majki Skowron – członek kierownictwa fabryki (odcinek 9)
- 1976: Wakacje – Podsiadło (odc. 3 i 4)
- 1977: Pasja – mężczyzna w salonie krakowskim
- 1977: Sam na sam – psychiatra
- 1977: Żołnierze wolności – oficer 1 Armii WP
- 1977: Sprawa Gorgonowej – policjant
- 1977: Śmierć prezydenta – Maciej Rataj
- 1978: Ślad na ziemi – Kurdybas (odcinek 1 i 2)
- 1978: Wśród nocnej ciszy – komisarz Teofil Herman
- 1979: Operacja Himmler – generał, szef Sztabu Generalnego WP
- 1979: Pełnia – Wojtek
- 1979: Przyjaciele (odcinek 2)
- 1979: Ród Gąsieniców – Bachleda (odcinek 6)
- 1980: Droga – chłop
- 1980: Dzień Wisły – porucznik WP
- 1980: Jeśli serce masz bijące – kowal Karol Precela
- 1980: Krach operacji terror – Wincenty
- 1980: Party przy świecach – Józef Gańko
- 1980: Polonia Restituta – Maciej Rataj
- 1980: Urodziny młodego warszawiaka – Walczak
- 1980: Zamach stanu – Maciej Rataj
- 1981: Bołdyn – pułkownik Krupicki
- 1981: Kto Ty jesteś – Meler
- 1981: Najdłuższa wojna nowoczesnej Europy – kupiec Stanisław Powelski (odcinki 3, 4)
- 1981: Przypadki Piotra S.
- 1981: Uczennica – ojciec Anny
- 1982–1986: Blisko, coraz bliżej – plut. Tomasz Pasternik, syn Róży i Stanika, powstaniec śląski i robotnik
- 1982: Gry i zabawy – Edzio „Zadra”
- 1982: Latawiec – sołtys Janik
- 1982: Młodzik
- 1982: Polonia Restituta – Maciej Rataj (odcinek 7)
- 1982: Popielec – Hladik
- 1982: Przeklęta ziemia – ojciec Jana
- 1982: Zmartwychwstanie Jana Wióro – policjant
- 1982: Życie Kamila Kuranta – felczer wojskowy (odcinek 4)
- 1983: Katastrofa w Gibraltarze – Tadeusz Klimecki
- 1983: Pastorale Heroica – dowódca leśnych
- 1983: Piętno – mówca na pogrzebie
- 1983: Thais – mnich Pameleon
- 1983: Wierna rzeka – Hubert Olbromski
- 1984: Godność – Stanisław Boroń
- 1984: Pan na Żuławach – Sawicki
- 1984: Romans z intruzem – major Wilczyński
- 1985: Chrześniak – komendant MO
- 1985: Dłużnicy śmierci – Jeżewski, funkcjonariusz MBP
- 1985: Kwestia wyboru − Edward Osóbka-Morawski[5]
- 1985: Okruchy wojny – plutonowy
- 1985: Zamach stanu – Maciej Rataj
- 1986: Czas nadziei – Stanisław Boroń
- 1986: Kryptonim „Turyści” – Henryk Wdowiak
- 1986: Republika nadziei – Walerian Krogulecki
- 1986: Złoty pociąg – pułkownik Górski
- 1988: Generał Berling – generał Wasilij Gordow
- 1988: Penelopy – szyper w porcie
- 1988: Przeprawa – kapitan „Bartek”, dowódca brygady AL
- 1988: Rzeczpospolitej dni pierwsze – Jędrzej Moraczewski
- 1989: Gdańsk 39 – kolejarz Józef Peterek
- 1990: Kaj' fodselsdag – Stasiek
- 1992: 1968. Szczęśliwego Nowego Roku – pułkownik Świątek
- 1992: Kuchnia polska – pułkownik Świątek (odcinek 4)
- 1993: Przypadek Pekosińskiego – ojciec przełożony
- 1993: Jest jak jest – Nogas, ojciec Teresy
- 1996: Wirus – nowy dyrektor Eurobanku
- 1997–2000: Dom – ojciec Ewy (odcinki 20 i 25)
- 2000: Sukces – Tadeusz Skarbek
- 2001–2002: Marzenia do spełnienia – Wincenty Bielorz
- 2001: Na dobre i na złe – Władysław, ojciec Józka (odcinek 82)
- 2001: Wiedźmin – wójt z Blaviken
- 2002: Wiedźmin – wójt z Blaviken (odcinek 10)
- 2003: Stara baśń: Kiedy słońce było bogiem – Duży
- 2004: Stara baśń – Duży
- 2004: Boża podszewka II – woźnica (odcinek 12)

## Dubbing
- 2002: Śnieżne psy – Grzmot Jack Johnson
- 1999: Kapitan Fracasse
- 1997–1998: Zorro
- 1997: Księżniczka Sissi – Kanclerz Zottornik
- 1996: Ucieczka
- 1996: Ekstradycja 2 – Elman, szyper kutra
- 1995: Nowe przygody Madeline
- 1994–1995: Sylvan – Rycerz Śmierci
- 1991–1992: Eerie, Indiana – Mleczarz
- 1991: Słoń Benjamin –
  - Marynarz
  - Nurek
- 1990: Muminki
- 1990: Armelle – mężczyzna
- 1990: Bernard i Bianka w krainie kangurów – McLeach
- 1987–1990: Kacze opowieści –
  - admirał Gniewny na lotniskowcu Donalda (12, 28, 40),
  - poszukiwacz Źródła Młodości (19),
  - sierżant Cukinia (35),
  - J. Gander Hoover, szef KAW (41)
- 1985: Porwanie – Przewodniczący Kolegium Kapitańskiego
- 1984: Ceremonia pogrzebowa – profesor Jan Nepomucen Tarnowski, ojciec Stefana i Jana
- 1981: Ród Gąsieniców – lektor
- 1980: Misja – Adler, oficer Abwehry (odc. 3-6)
- 1977: Wielka podróż Bolka i Lolka –
  - Jimmy Pif-Paf,
  - stary kapłan
- 1976–1978: Scooby-Doo
- 1976: Pogoda dla bogaczy – Scott
- 1972: Pinokio
- 1972: Agent nr 1 – marynarz
- 1971: Elżbieta, królowa Anglii – Savage
- 1971: Prywatny detektyw – William
- 1971: Król Lir
- 1969: Białe Wilki
- 1969: Jak pozbyć się męża – Norman Sceace
- 1964: Winnetou w Dolinie Sępów – Wokadeh
- 1961: 101 dalmatyńczyków – Kapitan
- 1960–1966: Flintstonowie